# San Pietro Clarenza
San Pietro Clarenza (San Petru Clarenza in siciliano) è un comune italiano di 8 356 abitanti della città metropolitana di Catania in Sicilia.

## Origini del nome
L'etimologia del nome è determinata dalla devozione e dal culto che gli abitanti avevano per San Pietro. Il vescovo Marco Antonio Gussio nel 1650-1660 censì sei chiese; fra queste c'era quella di San Pietro (la Maggiore o Chiesa Madre), distrutta dalla colata lavica del 1669, da cui il sobborgo prese il nome. Successivamente fu aggiunto il nome della famiglia dei Chiarenza o Clarenza, feudatari locali.

## Storia
Le origini di San Pietro Clarenza possono farsi risalire ai primi secoli del medioevo, in coincidenza con l'arrivo degli arabi. Le prime testimonianze della più antica esistenza del casale sono fornite da una iscrizione latina sul portale della Chiesa di Santa Caterina, risalente al 1316, e da un'ulteriore iscrizione sulla campana nella Chiesa Madre dedicata a San Pietro (oggi nella Chiesa della Madonna delle Grazie), del 1606.
I primi documenti storici risalgono invece al 1646, quando Filippo IV ordinò al viceré di "rinunciare ai privilegi ed ai diritti" sui casali dell'Etna. Il Casale di San Pietro, tramite il duca di Aci Castello, Giovanni Andrea Massa, fu rivenduto ad Antonio Rejtano, divenuto Principe di San Pietro nel 1648. Egli morì nel 1674 e nel testamento nominò erede usufruttuaria la moglie, Felicia Alberti, e proprietaria la figlia Domenica, quest'ultima sposò Francesco Petrasanta che si investì, come marito e donatario, del titolo di Principe di San Pietro nel 1683, da questa unione nacque Egidio che fu investito del titolo nel 1744. Da un atto di vendita del 1769 si sa che il casale venne poi venduto a Giuseppe Mario Clarenza, un nobile catanese che, seguendo una consuetudine in vigore a quei tempi, aggiunse il proprio cognome a quello della terra acquistata, che da allora assunse la denominazione di San Pietro Clarenza. Dopo aver acquistato il casale il Clarenza non costruì alcuna dimora gentilizia, in quanto non dimorò né vi sostò per il periodo estivo. Tutti i componenti della famiglia abitarono in un maestoso palazzo situato nei pressi di Piazza Bellini a Catania, precisamente nell'attuale via Michele Rapisardi, sul cui frontone è ancora visibile lo stemma gentilizio. Come quasi tutti i nobili egli preferì abitare in città ove svolgeva una vita più comoda e brillante. Nessuno dei discendenti della famiglia Clarenza si curò dei casali sparsi nei loro feudi, preferendo trascorrere la villeggiatura nel paese di San Gregorio, ove edificarono una grande dimora con giardini all'interno, in cui si stabilirono definitivamente solo quando vendettero il palazzo di Catania. Anche San Pietro Clarenza, così come altri del versante sud dell'Etna, venne interessato dall'eruzione del 1669, che distrusse 15 casali e parte di Catania. L'evento catastrofico interessò l'intero quartiere di Sant'Antonio fino a distruggere la Chiesa Maggiore, definita da Carlo Mancino "grande e bellissima".

## Monumenti e luoghi d'interesse

### Architetture civili

#### Il Caseggiato Mannino
Sulla piazza della Vittoria si affaccia il Caseggiato Mannino, l'edificio più antico di San Pietro Clarenza. È una spaziosa costruzione comprendente 14 stanze, un grande salone ed un cortile con una caratteristica cisterna. Sembra che questo caseggiato sia stato di proprietà dei Clarenza. Nessuna testimonianza storica lo può dimostrare con certezza ma, dall'esame di antichi documenti comunali, risulta che nel 1816, gli eredi del Principe Giuseppe Clarenza erano titolari di una rendita annua relativa ad alcuni locali siti nel caseggiato della piazza centrale, un tempo adibiti a carcere comunale, è dunque possibile che si tratti proprio del caseggiato Mannino.
Questi locali furono in seguito acquistati dai Mannino, una nobile famiglia catanese di proprietari terrieri. Colui che vi abitò fu il Cavaliere Antonio Mannino, che rimase scapolo e visse sempre da solo. I paesani lo ricordano perché intorno agli anni 50 divenne sindaco, anche se per poco. Egli visse in questo caseggiato per molto tempo, fino al momento in cui le nipoti non ne reclamarono la proprietà, poiché in realtà questa costruzione apparteneva al fratello del Cavaliere, che fine a quel momento gli aveva permesso di soggiornarvi. Il Cavaliere si trasferì nel luogo ove oggi sorge la sede comunale, un tempo di sua proprietà. Durante il suo soggiorno, egli permise che si svolgesse un duello nei maestosi saloni della sua residenza. L'evento, com'è facile immaginare, fu motivo di molte discussioni e curiosità tra gli abitanti del paese. La causa del duello è purtroppo sconosciuta, l'unica cosa nota è che uno dei padrini fu l'avvocato Panzera, ormai deceduto da tempo.

#### La Torre
Nel 1779 i territori dell'attuale comune di San Pietro Clarenza vennero acquisiti dal nobile catanese Giuseppe Mario Clarenza o Chiarenza. Egli faceva parte di una nobile famiglia di origine greca ed era titolare di uno stemma con lo sfondo d'argento raffigurante un braccio armato tendente una spada ed accompagnato a destra da una cometa e a sinistra da due stelle a sei raggi, il tutto di colore rosso. Quando venne acquistato il Casale, seguendo una consuetudine in vigore a quei tempi, e cioè che il compratore dava il proprio cognome alla terra acquistata, Giuseppe Mario Clarenza, aggiunse al nome di San Pietro, il proprio cognome per cui il Casale venne da allora chiamato San Pietro Clarenza. La torre pare fosse usata come vedetta perché era il punto più alto del feudo dei Clarenza.

## Società

### Evoluzione demografica
Abitanti censiti

### Religione
Nel paese viene celebrata la vergine e martire Caterina d'Alessandria con una festa molto significativa per i paesani. Molto sentiti sono anche i culti dedicati alla Madonna delle Grazie, a San Giuseppe e a San Gaetano.

## Cultura

### Istruzione
A San Pietro Clarenza si trova una Scuola di Formazione della Polizia Penitenziaria.

## Economia
È una cittadina ad attività agricola, con una cospicua produzione di agrumi, olio di oliva, vino, frutta; vanta un'apprezzata produzione artigianale di ricamo.

## Infrastrutture e trasporti

### Strade
Il paese è raggiungibile tramite viabilità urbana ed extra urbana attraverso strade provinciali e di collegamento con i comuni limitrofi.

### Mobilità urbana
Il paese è servito da due linee di autobus fornite da Amts (556) e  Ast che lo collegano alla città e ad alcuni comuni limitrofi. 

## Amministrazione
Di seguito è presentata una tabella relativa alle amministrazioni che si sono succedute in questo comune.
| Periodo        | Periodo          | Primo cittadino           | Partito              | Carica                    | Note  |
| -------------- | ---------------- | ------------------------- | -------------------- | ------------------------- | ----- |
| 6 giugno 1985  | 22 maggio 1990   | Orazio Borgia             | Democrazia Cristiana | Sindaco                   | [ 7 ] |
| 22 maggio 1990 | 27 dicembre 1993 | Orazio Borgia             | Democrazia Cristiana | Sindaco                   | [ 7 ] |
| 27 giugno 1994 | 25 maggio 1998   | Luigi Rosario Santonocito | lista civica         | Sindaco                   | [ 7 ] |
| 25 maggio 1998 | 27 maggio 2003   | Luigi Rosario Santonocito | centro-destra        | Sindaco                   | [ 7 ] |
| 27 maggio 2003 | 17 giugno 2008   | Vincenzo Santonocito      | centro-destra        | Sindaco                   | [ 7 ] |
| 17 giugno 2008 | 12 giugno 2013   | Vincenzo Santonocito      | centro               | Sindaco                   | [ 7 ] |
| 12 giugno 2013 | 11 giugno 2018   | Giuseppe Bandieramonte    | lista civica         | Sindaco                   | [ 7 ] |
| 11 giugno 2018 | 25 agosto 2019   | Giuseppe Bandieramonte    | lista civica         | Sindaco                   | [ 7 ] |
| 26 agosto 2019 | 4 ottobre 2020   | Domenico Percolla         | -                    | commissario straordinario |       |
| 5 ottobre 2020 | in carica        | Vincenzo Santonocito      | centro-destra        | Sindaco                   |       |